# Маццильи, Агустин
Агустин Алехандро Маццильи (исп. Agustín Alejandro Mazzilli, 20 июня 1989, Ланус, Аргентина) — аргентинский хоккеист (хоккей на траве), полузащитник и нападающий. Олимпийский чемпион 2016 года, участник летних Олимпийских игр 2012 года, бронзовый призёр чемпионата мира 2014 года, двукратный чемпион Америки 2013 и 2017 годов, трёхкратный чемпион Панамериканских игр 2011, 2015 и 2019 годов, двукратный чемпион Южной Америки 2010 и 2013 годов, чемпион Южноамериканских игр 2014 года.

## Биография
Агустин Маццильи родился 20 июня 1989 года в аргентинском городе Ланус в провинции Буэнос-Айрес.
До 2010 года играл за «Ломас Атлетик» из Ломас-де-Саморы. Впоследствии выступал за нидерландский «Лёвен» (2010—2012), бельгийский «Роял Леопольд» (2012—2016), нидерландские «Оранье-Род» (2016—2018) и «Пиноке» (с 2018 года).
В составе юниорской сборной Аргентины в 2008 году завоевал золотую медаль чемпионата Америки в Порт-оф-Спейне.
С 2009 года выступает за сборную Аргентины, провёл 225 матчей.
В 2012 году вошёл в состав сборной Аргентины по хоккею на траве на летних Олимпийских играх в Лондоне, занявшей 10-е место. Играл в поле, провёл 6 матчей, мячей не забивал.
В 2014 году завоевал бронзовую медаль чемпионата мира в Гааге.
В том же году стал чемпионом Южноамериканских игр в Сантьяго.
В 2016 году вошёл в состав сборной Аргентины по хоккею на траве на летних Олимпийских играх в Рио-де-Жанейро и завоевал золотую медаль. Играл в поле, провёл 8 матчей, забил 1 мяч в ворота сборной Бельгии.
В 2013 и 2017 годах выигрывал золотые медали чемпионата Америки.
Трижды завоёвывал золотые медали хоккейных турниров Панамериканских игр — в 2011 году в Гвадалахаре, в 2015 году в Торонто, в 2019 году в Лиме.
В 2010 и 2013 годах завоёвывал золотые медали чемпионата Южной Америки.
По итогам 2017 и 2019 годов был включён в символическую сборную Америки.